# Michel Fromont
 (juillet 2023).
Pour les articles homonymes, voir Fromont (homonymie).
Michel Fromont, né le 7 décembre 1933 à Rennes et mort le 27 juin 2025 à Paris, est un juriste français, professeur agrégé de droit public.
Il est professeur de droit public (émérite depuis 2001) à l’université Panthéon-Sorbonne (École de Droit de la Sorbonne – Université Paris 1 Panthéon-Sorbonne).

## Biographie
Docteur en droit de la faculté de droit et des sciences économiques de Paris en 1960, sa thèse, La répartition des compétences entre les tribunaux civils et administratifs en droit allemand, a été rédigée sous la direction du professeur Jean Rivero (1910-2001). Les mélanges qui lui ont été consacrés portent sur Les droits individuels et le juge en Europe.

### Carrière
Durant sa thèse, il a été lauréat d’une bourse du Max-Planck-Institut de Heidelberg en droit public étranger et international (1956-1957).
Il a été chargé de cours à la faculté de droit de Grenoble de 1960 à 1962, avant d'être reçu au concours national d’agrégation en droit public en 1962 (Georges Vedel, président du jury).
Récipiendaire du premier concours de l’agrégation, il est nommé professeur à l’université de la Sarre, en Allemagne, Il y a aussi exercé les fonctions de directeur du Centre d’études juridiques françaises de 1962 à 1966.
De retour en France, en 1966, il est nommé professeur à la faculté de droit de l’université de Dijon, où il exerce jusqu’en 1988. Au sein de cette université, il sera successivement :
- directeur du Centre de préparation à l’administration générale (1968-1975)
- doyen de la faculté de droit (1970-1973)
- directeur de l’Institut de droit comparé (1976-1988)
- directeur du Centre de recherche de droit public économique (1977-1988).

Durant sa période d’activité au sein de la faculté de droit de Dijon, il a effectué un séjour de recherche en Écosse coécrit avec le professeur Jean-Marie Auby et remis à la Commission des communautés européennes, en 1971. L'étude et le rapport seront amplifiés dans l'ouvrage publié par les deux auteurs.
Michel Fromont est ensuite nommé professeur associé à l’université de Fribourg-en-Brisgau de 1975 à 1976.
Il siège, en 1979, en qualité de membre du jury du concours national d’agrégation pour le recrutement des professeurs de droit public[réf. nécessaire].
En 1988, Michel Fromont est nommé professeur de droit public à l’université de Paris I Panthéon-Sorbonne. Il est alors, successivement :
- responsable de la maîtrise en droits français et allemand Paris-Cologne (1990-2001)
- co-responsable du diplôme d’études approfondies en droit comparé (1995-2000)
- et directeur du Centre de droit allemand (1992-2001)

Michel Fromont a été, par ailleurs, membre du Collège franco-allemand pour l’enseignement supérieur (1989-1996), professeur associé, en 1988, à l’université La Sapienza, à Rome et professeur associé à l’université libre de Berlin (Freie Universität) en 2001. Depuis 2001, il est professeur agrégé émérite de l’Université Paris 1 Panthéon-Sorbonne.
Michel Fromont a consacré sa carrière à trois domaines d'activités et de recherche : l'étude approfondie du rapprochement des droits français et allemand d'une part, la formation des étudiants en droit comparé français et allemand d'autre part et, enfin, l'analyse plus générale des droits étrangers.
Dans un premier temps, il a consacré les premières années de sa carrière à l'étude approfondie des droits français et allemand. Cet intérêt pour le droit allemand est porté, dès le départ, tant au droit public qu'au droit privé allemands, comme l'illustre sa thèse. À cette occasion, il s'intéresse aux éléments qui fondent la répartition des compétences entre les tribunaux civils et les tribunaux administratifs en droit français et a su mettre en exergue les aspects originaux partagés avec le droit allemand. Michel Fromont se situe ainsi, après la Seconde Guerre mondiale, dans la longue tradition des juristes, tels Otto Mayer ou encore Charles Eisenmann, qui ont cherché à cerner les origines communes et les spécificités des droits de ces deux États. Ultérieurement, en collaboration avec Alfred Rieg (d), il consacrera un ouvrage, en trois volumes, à l’Introduction au droit allemand Par ailleurs, si le professeur Fromont a consacré, ultérieurement, ses travaux principalement au droit public, peu avant d'être émérite, il a réinvesti le droit privé avec la publication du Droit allemand des affaires. L'ouvrage a bénéficié d'une nouvelle édition, en collaboration avec le professeur Jonas Knetsch sous le titre de Droit privé allemand.
Dans un deuxième temps, Michel Fromont a investi la formation d'étudiants en droit comparé. En 1976, il devient directeur de l'Institut de droit comparé de la faculté de droit de Dijon et impulse l'étude du droit public allemand auprès des étudiants français. En 1988, lorsqu'il intègre l'université Panthéon-Sorbonne, il s’attelle à la mise en place du programme franco-allemand Paris 1-Cologne qui sera créé en 1990. Il s'inspire de la formule initiée par le professeur André Tunc, pour l'élaboration du programme quadriennal d'études juridiques franco-anglaises débuté en 1977. L'ultime aboutissement de la formation des étudiants français au droit allemand est concrétisé par les nombreuses thèses qu'il a dirigées, formant ainsi une nouvelle génération de germanistes. Enfin, plus largement, Michel Fromont a participé à la formation de juristes, parmi lesquels des universitaires renommés, qu'il s'agisse de spécialistes du droit comparé ou encore de spécialistes du droit interne.
Dans un troisième temps, Michel Fromont a cherché à élargir l'étude du droit comparé, au-delà du droit allemand, aux droits étrangers. D'une part, il a su relever, très tôt, la convergence des droits administratifs européens. Il expose, ainsi, dans son ouvrage Droits administratifs européens, les conceptions fondamentales sous-jacentes aux diverses constructions juridiques nationales. Cette large analyse avait été précédée par des publications dans lesquelles il avait déjà manifesté son intérêt pour cette thématique. Il est en cela l'un des précurseurs qui ont anticipé l'ère nouvelle de la formation d'un droit européen, influencé par la diffusion des droits européens.
D'autre part, au-delà des droits européens, Michel Fromont s'est intéressé à un grand nombre de systèmes juridiques étrangers. Ses études ont porté, notamment, sur La justice constitutionnelle dans le monde, ouvrage paru en 1996, auquel a succédé, en 2013, celui consacré à la Justice constitutionnelle comparée. Enfin, son ouvrage Grands systèmes de droit étrangers, témoigne de l'intérêt qu'il a porté à l'étude du droit comparé. Ses homologues ont salué son envergure de comparatiste et le gouvernement allemand lui a confié, ainsi qu'au professeur Christian Autexier et à ses disciples les professeurs Olivier Jouanjan et Constance Grewe, la traduction française de la Loi fondamentale (Grundgesetz).

### Vie privée
Michel Fromont est marié à Marie-France Brachin dont le père, Pierre Brachin (d), fut professeur de littérature néerlandaise à l'Université Paris-Sorbonne) et père de six enfants[réf. nécessaire]. Michel Fromont meurt le 27 juin 2025.

## Distinctions
- Chevalier de la Légion d'honneur (1983) ;
- Croix de commandeur de l'ordre du Mérite de la République fédérale d'Allemagne (1984, 1999) ;
- Docteur honoris causa de l’Université de la Sarre (1985) et de l'Université de Cologne (2003) ;
- Prix de la Fondation Alexander-von-Humboldt (1992)
- Prix Gay-Lussac Humboldt (1993)

## Publications

### Ouvrages et manuels

#### 1960
- La répartition des compétences entre les tribunaux civils et administratifs en droit allemand, thèse rédigée sous la direction du professeur Jean Rivero, LGDJ, collect. Bibliothèque des thèses, Paris, 1960, 305 p.
- Rechtsschutz gegenüber der Verwaltung in Deutschland, Frankreich und den Europäischen Gemeinschaften, Carl Heymaanns Verlag KG, Cologne, 1967, 275 p.

#### 1970
- Les recours contre les actes administratifs dans les pays de la Communauté économique européenne (en collaboration avec J.-M.Auby), Dalloz, Paris, 1971, 475 p.
- Le droit économique français, Bruxelles, Commission des Communautés européennes, collect. Études, 1973, 85 p.
- Introduction au droit allemand (en collaboration avec A. Rieg), Paris, 
  - T.1 Les fondements, Paris, Cujas, 1977, 252 p.
  - T.2 Le droit public et le droit pénal, Paris, Cujas, 1984, 428 p.
  - T.3 Le droit privé, Paris, Cujas, 1991, 160 p.

#### 1990
- Le droit allemand en langue française (en collab. avec Pierre Chenut) - Répertoire bibliographique, travaux et documents du C.I.R.A.C., Paris, 1990, 122 p.
- Das Wirtschaftsrecht der Telekommunikation in Frankreich (en collaboration avec J.-B. Blaise), Baden-Baden 1992
- La justice constitutionnelle dans le monde, Dalloz, collect. Connaissance du droit, Paris, 1996, 140 p.
- Les institutions politiques de la République fédérale d'Allemagne, Documents d'études no 1-11, La Documentation française, Paris 1999, 3e éd., 52 pages.

#### 2000
- Droit allemand des affaires, LGDJ, Paris 2001, 332 pages.
- Grands systèmes de droit étrangers, Dalloz, collect. Memento, Paris, 1re éd. 1987, 2e éd. 1994 ; 3e éd. 1998 ; 4e éd. 2001, 5e éd. 2005, 210 pages ; 6e éd., 2009 ; 7e éd., 2013 ; 8e éd. 2018, 312 p.
- Droit administratif des États européens, PUF, collect. Thémis droit, Paris, 2006, 380 p.

#### 2010
- Justice constitutionnelle comparée, Dalloz, 2013, 510 p.
- Droit privé allemand (en collaboration avec J. Knetsch), Paris 2017

### Traduction d’ouvrages
- Droit administratif allemand (trad. de l’ouvrage de Hartmut Maurer (de)), Paris 1995, 420 p.
- Traité de droit administratif allemand (trad. de l’ouvrage de Ernst Forsthoff), Bruylant, Bruxelles 1969, 753 p.

### Direction d’ouvrages collectifs
- French Constitutional Law, in : International Encyclopedia of Laws, La Haye, 1999, 312 p.
- La procédure administrative en droit français, Série Analyse comparée du droit administratif en Europe, Centre européen de droit public, Espéria/Bruylant, Londres, Bruxelles, 2000, 173 p.
- Les cinquante ans de la République fédérale d’Allemagne, Actes de la journée internationale, 28 octobre 1999, Publications de la Sorbonne, collect. De Republica, Paris, 2000, 160 p.

### Contributions à des ouvrages collectifs
- Égalité et fédéralisme dans la constitution allemande, in Droit constitutionnel local : égalité et liberté locale dans la Constitution (A.-M. Le Pourhiet), Actes du colloque international de Fort-de-France des 18, 19 et 20 décembre 1997, Économica, Paris, Aix-en-Provence, 1999, p. 273-384
- Évolution comparée du recours en annulation en France et en Belgique, in Le Conseil d’État de Belgique cinquante ans après sa création (1946-1996), Actes du colloque organisé les 19 et 20 décembre 1996 à la mémoire de Paul Tapie, Premier président du Conseil d’État et président du Centre de droit public (B. Blero éd.), Bruylant, Bruxelles, 1999, p. 15-30
- Regards d’un juriste français sur la juridiction administrative allemande, in Les transformations de la juridiction administrative en France et en Allemagne, La Revue administrative, no 7 sp., 1999, p. 25-35
- Les règles constitutionnelles non écrites en République fédérale d’Allemagne, in Les règles et principes non écrits en droit public (P. Avril et M. Verpeaux, dir.), LGDJ, Paris, 2000, p. 131-142

### Chroniques

#### Dans laRevue du droit public
- La jurisprudence constitutionnelle allemande en 1996 et 1997, RDP 1999, p. 501-534.
- La jurisprudence constitutionnelle allemande en 1998 et 1999, RDP 2001, p. 119-156.
- La jurisprudence constitutionnelle allemande en 2000 et 2001, RDP 2002, p. 1813-1853.
- La jurisprudence constitutionnelle allemande en 2002, RDP 2004, p. 1119-1151
- La jurisprudence constitutionnelle allemande en 2003, RDP 2004, p. 1633-1659
- La jurisprudence constitutionnelle allemande en 2004, RDP 2005, p. 1681-1712
- La jurisprudence constitutionnelle allemande en 2005, RDP 2006, p. 1751-1777
- La jurisprudence constitutionnelle allemande en 2006, RDP 2007, p. 1663-1692.
- La jurisprudence constitutionnelle allemande en 2007, RDP 2008, p. 1689-1723

#### Dans l'Annuaire international de justice constitutionnelle
- La jurisprudence constitutionnelle allemande en 1998 (en collaboration avec C. Grewe et W. Zimmer), AIJC 1998, Paris 1999, p. 557-584.
- La jurisprudence constitutionnelle allemande en 1999 (en collaboration avec C. Grewe et O. Jouanjan), AIJC 1999, Paris 2000, p. 377-406.
- La jurisprudence constitutionnelle allemande en 2000 (en collaboration avec O. Jouanjan et W.Zimmer), AIJC 2000, Paris 2001, p. 513-538.
- La jurisprudence constitutionnelle allemande en 2001 (en collaboration avec C. Grewe et O. Jouanjan), AIJC 2001, Paris 2002, p. 421-442.
- La jurisprudence constitutionnelle allemande en 2005, (en collaboration avec C. Grewe, S. Dagron, Th. Limbach et X. Volmerange), AIJC 2005, Paris 2006, p. 379-415
- La jurisprudence constitutionnelle allemande en 2006 (en collaboration avec C. Grewe, S. Dagron, O. Jouanjan et X. Volmerange), AIJC 2006, Paris 2007, p. 599-633.
- La jurisprudence constitutionnelle allemande en 2007 (en collaboration avec C. Grewe, S. Dagron, M. Hartwig, O. Jouanjan et F. Limbach, X. Volmerange), AIJC 2007, Paris 2008, p. 585-628.